# Ramón Luis Valcárcel
Ramón Luis Valcárcel Siso, né le 16 novembre 1954 à Murcie, est un homme politique espagnol, membre du Parti populaire (PP).
Il est président de la région de Murcie entre 1995 et 2014, puis député européen jusqu'en 2019.

## Biographie

### Formation et emploi
Il est titulaire d'une licence de philosophie et de lettres à l'université de Murcie. 
Il a travaillé comme professeur d'histoire de l'art dans le secondaire, et chercheur en histoire de l'art, coutumes et traditions populaires murciennes. En outre, il a collaboré avec plusieurs médias et publications dans le domaine de l'histoire de l'art.

### Une rapide ascension au sein du PP
En 1982, à 27 ans, il adhère à Alliance populaire (AP), dont il devient rapidement responsable de l'organisation territoriale dans la section de Murcie. Il est nommé dès l'année suivante responsable des questions territoriales au comité exécutif régional, avant d'être élu, en 1987, vice-président de la fédération de la région de Murcie.

### Un élu de la ville de Murcie
Cette même année, il est élu au conseil municipal de Murcie, où il occupe les fonctions de porte-parole et président du groupe de l'AP, qui se transforme en Parti populaire (PP), en 1989. Chef de l'opposition au maire socialiste José Méndez Espino, il se présente contre lui, en tant que tête de liste du PP, aux élections municipales de 1991. 
Bien qu'arrivé en tête avec 40,6 % des voix et 13 sièges, soit un point d'avance et autant de sièges que son adversaire, il reste dans l'opposition à la suite de l'alliance entre Espino et la Gauche unie (IU), qui détient alors 3 élus. Au mois de novembre suivant, il remplace Juan Ramón Calero, ancien porte-parole de l'AP au Congrès des députés, à la présidence de la fédération du PP.

### Dix-neuf ans à la présidence de la région de Murcie
À ce titre, il conduit les conservateurs à une nette victoire aux élections régionales de 1995. Il remporte en effet 52,3 % des suffrages exprimés et 26 députés sur 45, offrant une progression de vingt points et neuf sièges à sa formation. Le 3 juillet suivant, Ramón Luis Valcárcel remplace María Antonia Martínez, première femme à avoir dirigé une communauté autonome, comme président de la région de Murcie.
Après avoir confirmé cette domination lors du scrutin de 1999, avec 52,9 % des voix et autant d'élus, il accroît l'emprise du PP sur la région de Murcie lors du scrutin de 2003, où il obtient 56,6 % des suffrages et 28 sièges. Il augmente encore son score en 2007, remportant 58,4 % des voix, un record national, et 29 élus, soit presque les deux tiers de l'Assemblée de la région de Murcie.
Alors qu'il avait annoncé, le 3 octobre 2008, qu'il ne serait pas candidat à sa succession aux élections de 2011, il fait savoir, en octobre 2009, qu'il compte se présenter pour un cinquième mandat, affirmant y avoir été encouragé par de nombreuses personnes.  Après avoir été choisi, en février 2010, pour prendre la présidence du Comité des régions de l'Union européenne en 2012, il remporte aisément les élections régionales de 2011, avec 58,8 % des suffrages exprimés et 33 sièges, n'en laissant donc que 12 à l'opposition de gauche, ce qui constitue alors un écart historique.
À partir de 2009 et le départ de Manuel Chaves d'Andalousie, il devient le doyen des dirigeants régionaux d'Espagne.

### Député européen
Candidat aux élections européennes du 25 mai 2014, il annonce sa démission avant la tenue du scrutin. Il est remplacé le 9 avril par Alberto Garre, vice-président de l'Assemblée régionale. À l'ouverture de la législature le 1er juillet, il devient vice-président du Parlement européen.

### Vie privée
Il est marié et père de trois enfants.